# Cryptographis ochrivitralis
Cryptographis ochrivitralis là một loài bướm đêm trong họ Crambidae.